# 디졸브
영화 편집과 영상 편집의 후반 작업 과정에서 디졸브(dissolve)는 한 이미지에서 다른 이미지로의 점진적인 변화를 말한다. 비어있는 이미지로의 전환을 기술하기 위해 페이드아웃(fade-out, 또는 페이드 투 블랙(fade to black), 페이드인(fade-in, 어두운 곳에서 점차 밝아지는 것)이라는 용어를 사용한다. 페이드인은 용명(溶明)이라고도 부른다. 이 용어의 반의어는 변화가 없음을 의미하는 컷이다. 디졸브는 효과가 발생하는 중에 두 장면이 겹친다.

## 사용
컷과 디졸브는 각기 다른 방식으로 사용된다. 카메라 컷은 묘사되는 장면으로부터 관점을 바꾼다. 이는 마치 시청자가 다른 장소로 즉시 이동하여 다른 각도에서 장면을 보는 것과 비견된다.
페이스와 디졸브는 일반적으로 1~2초(24~48프레임) 정도의 길이를 지니지만 이는 감독과 편집자의 선호에 따라 달라질 수 있다. 짧은 디졸브(6~12프레임)는 시청자를 놀래킬 수 있는 명백한 하드 컷을 부드럽게 처리하기 위해 사용할 수 있다.(점프 컷)

## 같이 보기
- 조르주 멜리에스
- 블렌드 모드

## 참고 문헌
- Fielding, Raymond (1985). 《The Technique of Special Effects Cinematography》. Focal Press. 152쪽. ISBN 0-240-51234-0.